# Xysticus bicolor
Xysticus bicolor är en spindelart som beskrevs av Ludwig Carl Christian Koch 1867. Xysticus bicolor ingår i släktet Xysticus och familjen krabbspindlar.
Artens utbredningsområde är Grekland. Inga underarter finns listade i Catalogue of Life.